# Ocotal
Ocotal è un comune del Nicaragua, capoluogo del dipartimento di Nueva Segovia.